# Consultation du 22 décembre 1974 sur l'indépendance du territoire des Comores
La consultation du 22 décembre 1974 se déroule dans le territoire des Comores afin de permettre aux habitants de choisir entre l'indépendance de leur archipel ou son maintien dans la République française. Ce vote est encadré par la loi du 23 novembre 1974, elle-même résultant des accords du 15 juin 1973.

## Contexte

### Législatif
L'article premier de la loi précise que : « les populations souhaitent l’indépendance ou demeurer au sein de la République française ». L'usage du pluriel est ici important, même s'il n'est pas strictement précisé si le résultat devra être interprété île par île ou globalement. Le décret d'application est publié le 29. La question était 

« Souhaitez-vous que le territoire des Comores devienne indépendant ? »

Le décret utilise le terme « consultation », le terme référendum n'est jamais utilisé. Contrairement au référendum algérien du 8 janvier 1961, qui s'était tenu sur l'ensemble du territoire français, cette consultation n'est que locale. C'est la commission électorale, créée spécialement, qui valide les résultats alors que, traditionnellement, c'est le Conseil constitutionnel qui le fait pour un référendum. C'est le même processus que celui mis en place pour l'indépendance du territoire français des Afars et des Issas en 1977.

## Campagne électorale
Le seul parti à appeler à voter non est le Mouvement populaire mahorais. La campagne est inexistante, les politiciens de Mayotte ne font pas ou n'osent pas faire campagne en dehors de leur île. Les politiques des autres îles sont accompagnés dès leur arrivée à Mayotte par les chatouilleuses, ce qui les empêche de mener campagne.

## Résultats
Le vote pour l'indépendance est de 99 % à Mohéli, Anjouan et en Grande Comore. Mayotte vote quant à elle à plus de 63 %, pour le maintien dans la République. Globalement, au niveau de l'archipel, 95 % des votants se déclarent pour l'indépendance.
| Île                      | Île                      | Anjouan | Anjouan | Grande Comore | Grande Comore | Mayotte | Mayotte | Mohéli | Mohéli | Total   | Total |
| Choix                    | Choix                    | Voix    | %       | Voix          | %             | Voix    | %       | Voix   | %      | Voix    | %     |
| ------------------------ | ------------------------ | ------- | ------- | ------------- | ------------- | ------- | ------- | ------ | ------ | ------- | ----- |
| Pour                     | Pour                     | 58 897  | 99,93   | 84 123        | 99,98         | 5 110   | 36,78   | 6 054  | 99,92  | 154 184 | 94,57 |
| Contre                   | Contre                   | 44      | 0,07    | 21            | 0,02          | 8 783   | 63,22   | 5      | 0,08   | 8 853   | 5,43  |
|                          |                          |         |         |               |               |         |         |        |        |         |       |
| Votes valides            | Votes valides            | 58 941  | 99,99   | 84 144        | 99,95         | 13 893  | 99,40   | 6 059  | 99,95  | 163 037 | 99,92 |
| Votes blancs et nuls     | Votes blancs et nuls     | 4       | 0,01    | 39            | 0,05          | 84      | 0,60    | 3      | 0,05   | 130     | 0,08  |
| Total                    | Total                    | 58 945  | 100     | 84 183        | 100           | 13 977  | 100     | 6 062  | 100    | 163 167 | 100   |
| Abstentions              | Abstentions              | 2 461   | 4,01    | 5 032         | 5,64          | 3 969   | 22,12   | 289    | 4,55   | 11 751  | 6,72  |
| Inscrits / participation | Inscrits / participation | 61 406  | 95,99   | 89 215        | 94,36         | 17 946  | 77,88   | 6 351  | 95,45  | 174 918 | 93,28 |

## Analyse
Les partisans de l'indépendance pensaient que la France se conformerait au droit international concernant l'indivisibilité des entités coloniales. Le secrétaire d'État français aux DOM-TOM justifiait, le 26 juillet 1974, l'organisation d'une consultation globale dans l'archipel en disant qu'« on ne peut concevoir une pluralité de statuts pour les différentes îles de l’archipel ».
Toutefois, la France, après la tenue de la consultation, ne va pas interpréter les résultats globalement mais île par île, pour des raisons tant politiques que juridiques. On peut citer par exemple que :
- l'entité du territoire n'a été formée qu'à partir de 1946, voire 1961 pour certains (Mayotte ayant été acquise plus de 40 ans avant les autres îles) ;
- l'article premier de la loi précise « les » populations et non pas « la » population, ce qui justifierait l'interprétation du résultat île par île ;
- en mars 1975, une délégation de parlementaires se rend sur place, et son rapport met en avant l'article 53 de la Constitution de 1958 qui précise que « Nulle cession, nul échange, nulle adjonction de territoire n'est valable sans le consentement des populations intéressées ». C'est l'argument principal qui va être utilisé par le gouvernement français pour traiter à part le cas de Mayotte. Cette interprétation a été fortement discutée par les juristes. Ils ont débattu d'une part de la possibilité d'appliquer cet article à une sécession, d'autre part de la qualification de Mayotte comme « territoire » au sens de cet article alors que ce n'était qu'une partie du territoire des Comores.

Le Parlement entérine la décision du gouvernement de Jacques Chirac de suivre cet avis le 3 juillet. Le 6, Ahmed Abdallah déclare unilatéralement l'indépendance de l'État comorien.

### Sources et bibliographie
- Ahmed Mahamoud, Mayotte : le contentieux entre la France et les Comores, Éditions L'Harmattan, 1992, p. 304
- Abdelaziz Riziki Mohamed, Comores : les institutions d'un État mort-né, Paris/Montréal (Québec)/Budapest etc., Éditions L'Harmattan, 2001, 376 p. (ISBN 2-7475-0859-5)
- Anne Perzo-Laffont, « La question de l’île comorienne de Mayotte tranchée par la rue faute de l’être par le droit », sur Le Journal de Mayotte, 3 avril 2020.